# Beiguo, Wuzhi
Beiguo (kinesiska: 北郭, 北郭乡) är en socken i Kina. Den ligger i provinsen Henan, i den centrala delen av landet, omkring 41 kilometer nordväst om provinshuvudstaden Zhengzhou.
Genomsnittlig årsnederbörd är 617 millimeter. Den regnigaste månaden är juli, med i genomsnitt 126 mm nederbörd, och den torraste är december, med 4 mm nederbörd.